# Villain (Geauga Lake & Wildwater Kingdom)
Villain in Geauga Lake & Wildwater Kingdom (Aurora, Ohio, USA) war eine Hybrid-Holzachterbahn mit Stahlstruktur des Herstellers Custom Coasters International, die am 5. Mai 2000 eröffnet wurde. Am 16. September 2007 wurde die Bahn geschlossen und für 30.000 US-Dollar an einen örtlichen Schrotthändler verkauft.
Die 1213,1 m lange Strecke erreichte eine Höhe von 32,9 m. Die Höchstgeschwindigkeit betrug 95 km/h.

## Züge
Die Züge von Villain des Herstellers Gerstlauer Amusement Rides besaßen jeweils sechs Wagen. In jedem Wagen konnten vier Personen (zwei Reihen à zwei Personen) Platz nehmen.